# Jean de Montagu (archevêque)
Pour les articles homonymes, voir Jean Montagu.
Jean de Montaigu, mort le 25 octobre 1415 à la bataille d'Azincourt, est un prélat français du XIVe siècle et du début du  XVe. Il est le fils de Girard de Montagu l'Ancien, un des secrétaires du roi Charles V le Sage, et de Biette de Casinel, sœur de Ferric Cassinel, l'archevêque duc de Reims et pair de France. Un de ses frères, appelé aussi Jean, est maître de l'hôtel du roi Charles VI et Grand-maître de France. Un autre frère, Gérard le Jeune, est évêque de Paris.

## Biographie
Jean  est trésorier de l'église de Beauvais, conseiller au parlement de Paris, camérier du pape Clément VII et chanoine de Chartres. Il est fait  évêque de Chartres en 1389.
Envoyé en Angleterre en 1399, comme ambassadeur de France, il y retourne en 1401, pour ramener en France la reine d'Angleterre. En 1399, il est nommé premier président de la chambre des comptes et, en 1405, il devient chancelier de France.
En 1406, Jean de Montagu est transféré au siège métropolitain de Sens par le pape Benoît XIII. Il préside en 1408 à l'assemblée générale du clergé de France à Paris, pour arriver à l'extinction du Grand Schisme d'Occident.
Il participe aux côtés des Armagnacs à la défense de la ville fortifiée de Bourges assiégée par le Parti Bourguignon en 1412.
Prélat guerrier, il soutient le parti du roi contre le duc de Bourgogne et périt en combattant les Anglais à la bataille d'Azincourt en 1415.